# Колишні населені пункти Орського міського округу
На цій сторінці зібрані дані про усі колишні населені пункти на території Орського міського округу Оренбурзької області.
| Населений пункт | Оригінальна назва | Роки існування | Координати                                                            | Примітка |
| --------------- | ----------------- | -------------- | --------------------------------------------------------------------- | -------- |
| Джанаталап      | Джанаталап        | -              | 51°09′30″ пн. ш. 58°30′00″ сх. д. / 51.15833° пн. ш. 58.50000° сх. д. | -        |
| Звіроферма      | Звероферма        | -              | 51°09′50″ пн. ш. 58°33′30″ сх. д. / 51.16389° пн. ш. 58.55833° сх. д. | -        |
| Круторожино     | Круторожино       | -              | 51°17′20″ пн. ш. 58°25′10″ сх. д. / 51.28889° пн. ш. 58.41944° сх. д. | -        |
| Новий Кумак     | Новый Кумак       | -              | 51°14′30″ пн. ш. 58°41′00″ сх. д. / 51.24167° пн. ш. 58.68333° сх. д. | -        |